# Franciele Aparecida do Nascimento
Pour les articles homonymes, voir Nascimento.
Franciele Aparecida do Nascimento, née le 19 octobre 1987 à Jacarezinho, dans l'État du Paraná au Brésil, est une joueuse brésilienne de basket-ball. Elle évolue durant sa carrière au poste d'ailière.

## Palmarès
- 3e du championnat des Amériques 2007
- Champion des Amériques 2009
- Champion des Amériques 2011